# Honey Trap
Honey Trap (ハニー・トラップ?, Hanī torappu) è una serie televisiva giapponese del 2013.

## Trama
Yuichi Miyama lavora in una celebre azienda e svolge un lavoro di prestigio, pur essendo oggetto di numerose invidie e maldicenze; l'uomo è sposato con Natsumi, ragazza che lo sostiene continuamente. All'improvviso, l'uomo viene tuttavia licenziato, accusato di furto e arrestato; Natsumi si presenta inoltre in prigione e, sostenendo di avere sempre finto affetto nei suoi confronti, chiede il divorzio. Yuichi decide così di scoprire chi realmente ha voluto tramare contro di lui, e le motivazioni del comportamento della moglie.

## Distribuzione
In Giappone, Honey Trap è stato trasmesso da Fuji Television dal 19 ottobre al 21 dicembre 2013.